# Пракситея
Вижте пояснителната страница за други значения на Пракситея.
Пракситея (на старогръцки: Πραξιθέα, Praxithea) в древногръцката митология е нимфа, една наяда и съпруга на Ерехтей II, цар на град Атина.
Според Еврипид в драмата Erechtheus, тя е дъщеря на речния бог Кефис и има три деца. Според Библиотеката на Аполодор тя е дъщеря на Фрасим и Диогенея, дъщеря на речния бог Кефис в Беотия. Нейните деца тук са Кекроп, Теспий, Орней, Метион, Сикион, Пандор, Алкон, Евпалам, Прокрида, Креуса, Орития, Хтония, Протогенея, Пандора и Меропа.
Тя пожертвала дъщери заради победата на атинянците във войната с Елевсина заедно с тракиеца Евмолп.